# Microgiton submacula
Microgiton submacula là một loài bướm đêm thuộc phân họ Arctiinae, họ Erebidae.